# 蒙特普兰
蒙泰普兰（法語：Monteplain，法語發音：[mɔ̃tplɛ̃]）是法国汝拉省的一个市镇，属于多勒区。该市镇总面积1.68平方公里，2009年时的人口为148人。

## 人口
蒙泰普兰人口变化图示